# Custom Glassfibre
Custom Glassfibre war ein britischer Hersteller von Automobilen.

## Unternehmensgeschichte
Tom Pawley gründete 1976 das Unternehmen in Okehampton in der Grafschaft Devon. Er begann mit der Produktion von Automobilen und Kits. Der Markenname lautete Custom Glassfibre. 1980 endete die Produktion. Insgesamt entstanden etwa 105 Exemplare.

## Fahrzeuge

### C-Cab
Dieses Modell wurde zuvor von Ray’s Rods gefertigt. Es war ein Hot Rod auf Basis des Ford Modell T. Hiervon entstanden etwa 30 Exemplare.

### Ford Pop
Fibreglass Applications aus Westbury fertigte dieses Modell bereits seit 1975. Custom Glassfibre übernahm 1978 die Produktion. Quality Rod Parts aus Hove fertigte die Fahrgestelle. Die Radaufhängung kam von Jaguar Cars. Darauf wurde eine Karosserie aus glasfaserverstärktem Kunststoff montiert. Äußerlich ähnelte das Fahrzeug einem Ford Popular von 1953. Von diesem Modell entstanden etwa 75 Exemplare.